# Landkreis Saarlouis
Landkreis Saarlouis is een Landkreis in de Duitse deelstaat Saarland. De Landkreis telt 193.732 inwoners (31 december 2020) op een oppervlakte van 459,08 km². Kreisstadt is de gelijknamige stad.

## Geografie
De belangrijkste rivieren in de Landkreis zijn de Saar, die richting Trier stroomt, en de Prims, die bij Dillingen in de Saar uitmondt.

### Naburige districten
De naburige Landkreise van Saarlouis zijn: Merzig-Wadern, St. Wendel, Neunkirchen, het Regionalverband Saarbrücken en het Franse departement Moselle.

## Geschiedenis
Het grootste deel van de Landkreis, waaronder de stad Saarlouis, die als grensversterking gesticht was, behoorde tot het hertogdom Lotharingen.
Na de napoleontische oorlogen werd het deel van Pruisen en werd in 1816 onderdeel van de Rijnprovincie. In datzelfde jaar werd de Landkreis Saarlouis opgericht. Bij de hernieuwde gebiedshervorming die beëindigd werd op 1 januari 1974 kwamen enkele buurgemeenten in de Landkreis terecht.

## Politiek

### Wapen

Wapen van het district

Het wapen verbeeldt de geschiedenis van de Landkreis. De bovenste helft is afkomstig van het wapen van het geslacht Hohenzollern. De onderste helft geeft de Franse invloed weer. Het goudenschild met de rode balk waarop drie adelaars staan is het wapen van Lotharingen. De fleur-de-lys is afkomstig van het gemeentewapen van Saarlouis, terwijl de achtpuntige ster het patroon van deze vestingstad weergeeft.

### Districtshoofden (Landraad)
- 1946-1956 : Alfons Diwo
- 1956-1960 : Erasmus Schmidt
- 1966-1986 : August Riotte (CDU)
- 1986-2004 : Peter Winter (SPD)
- 2004-2011: Monika Bachmann (CDU)
- 2012-heden: Patrik Lauer (SPD)

### Bestuurlijke indeling
De volgende gemeenten liggen in de Landkreis:
| Steden 1. Dillingen/Saar 2. Lebach 3. Saarlouis | 1. Bous 2. Ensdorf 3. Nalbach 4. Rehlingen-Siersburg 5. Saarwellingen | 1. Schmelz 2. Schwalbach 3. Überherrn 4. Wadgassen 5. Wallerfangen |

## Infrastructuur
De belangrijkste verkeersader in de Landkreis is de snelweg A8, een Bundesautobahn die van west naar oost Duitsland doorkruist, van de Luxemburgse grens over Saarlouis naar de grens met Oostenrijk. De Landkreis beschikt ook over een eigen vliegveld, de luchthaven Saarlouis-Düren, gelegen in Wallerfangen, in aanvulling op het grotere Flughafen Saarbrücken, op vijfentwintig km naar het zuidoosten.